# 七天 (小说)
《七天》于2006年10月6日在马来西亚由红蜻蜓出版社出版。印刷商为Percetakan Avacado Sdn Bhd。为红蜻蜓出版社第一部长篇少年小说。许友彬长篇少年小说第1部作品。

## 简介
山镇里的一辆学生巴士在大雨中坠落河里，冲破河床，掉入一个山洞。巴士里有一个司机和四个学生，他们开始时找不到山洞的出口，面临种种困难。患难见真情，人性的丑恶与美好在此时尽露。故事描述各人的遭遇和人心的变化。短短的七天之内，四个少年的经历让他们成长了许多。最后一天是中秋节，月圆之时，人们是否能团圆?

## 电视剧&授权
- Astro电视剧授权，电视剧《七天》2013年于Astro小太阳频道首播[2]，2015年推出DVD。
- 2010年中国青岛出版社出版“温情悬疑系列”中国地域简体中文版（ISBN 978-754-3662-92-6）。